# 新西伯利亚歌剧芭蕾舞剧院

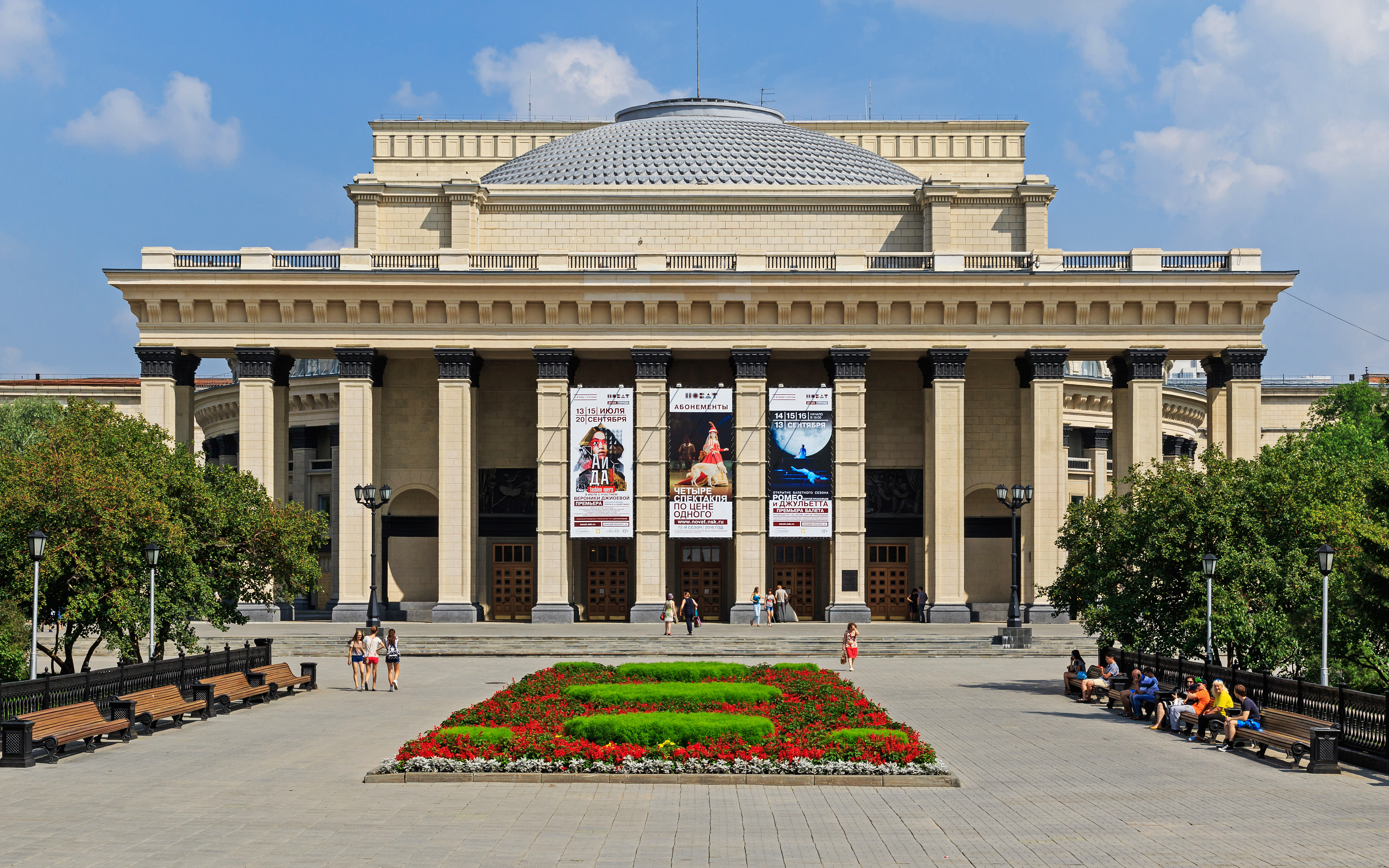
新西伯利亚国立模范歌剧芭蕾舞剧院

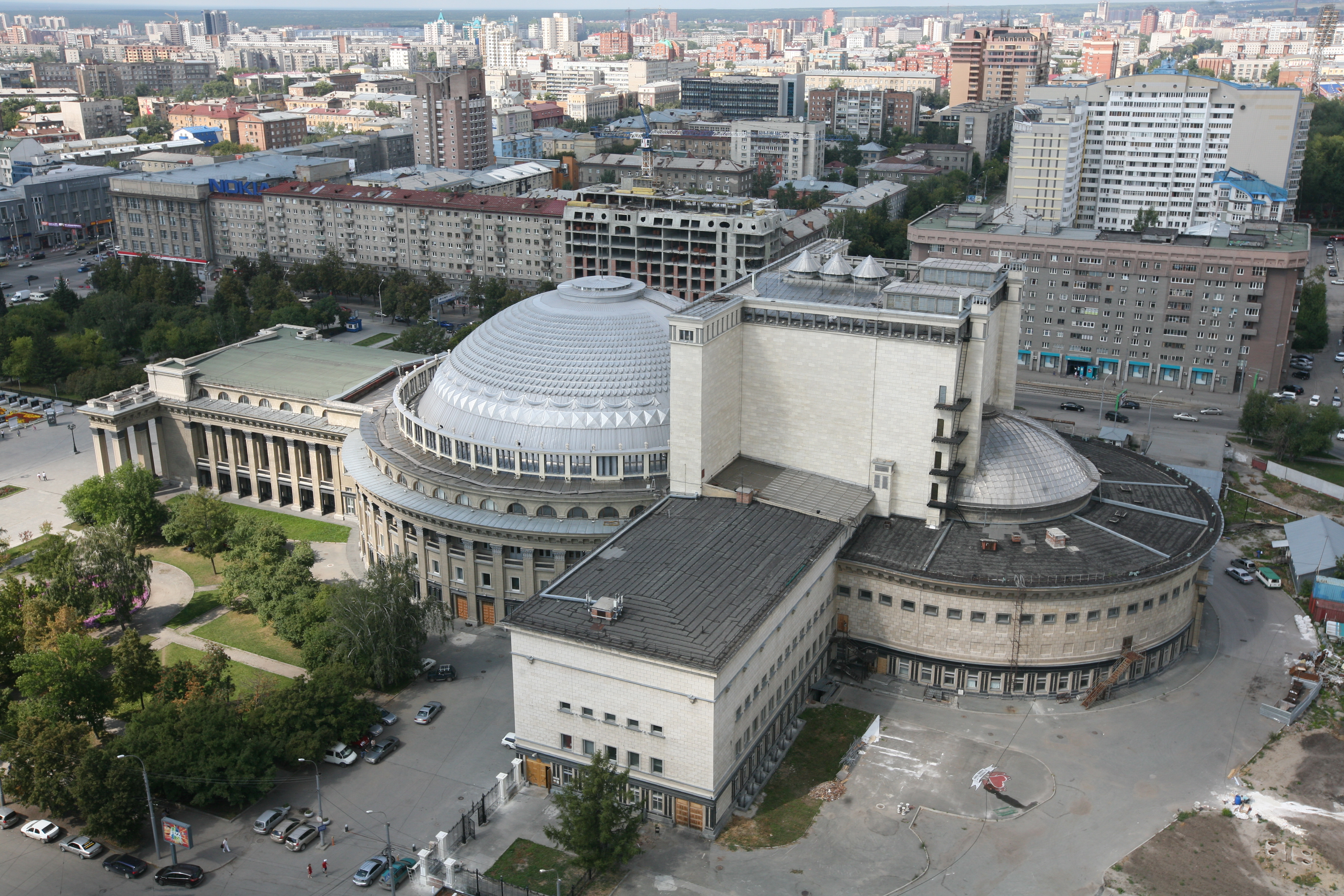
剧院鸟瞰

新西伯利亚歌剧芭蕾舞剧院（俄语：Новосибирский театр оперы и балета）全名新西伯利亚国立模范歌剧芭蕾舞剧院（Новосиби́рский госуда́рственный академи́ческий теа́тр о́перы и бале́та），是一座位于俄罗斯联邦新西伯利亚州新西伯利亚的剧院，隶属俄罗斯联邦文化部。剧院始建于1931年，第二次世界大战期间曾秘密保存特列季亚科夫画廊等博物馆的馆藏作品。1945年，剧院正式投入运营。新西伯利亚歌剧芭蕾舞剧院是俄罗斯建筑规模最大的剧院，也是俄罗斯最著名的三大剧院之一。

## 历史
新西伯利亚歌剧芭蕾舞剧院于1931年开始施工，由建筑师米哈伊尔·伊万诺维奇·库里尔科、特劳戈特·雅科夫列维奇·巴尔特、亚历山大·济诺维耶维奇·格林伯格设计，定位为文化、科学中心，设大剧场和小剧场，除歌剧、舞剧演出外还可以举办展览、集会等活动。1941年时，工程已临近尾声。然而，苏德战争爆发，工程不得不停工。由于德军逼近莫斯科、列宁格勒，苏联政府将两地一些重要博物馆的展陈疏散至内地，特列季亚科夫画廊、巴甫洛夫斯克宫、埃尔米塔日博物馆、普希金博物館、沙皇村等地的藏品被运到新西伯利亚歌剧芭蕾舞剧院秘密保存。其中，特列季亚科夫画廊的全部藏品都被运到了这座剧院。此外，国家收藏的安东尼奥·斯特拉迪瓦里、尼古拉·阿瑪蒂、朱塞佩·瓜尔内里等大师制作的珍贵乐器也转移至此。战争期间，剧院演出不多。当时列宁格勒爱乐乐团被疏散至新西伯利亚，剧院主要供乐团举办音乐会。叶夫根尼·亚历山德罗维奇·姆拉温斯基指挥乐团演出了五百多场，观众超过四十万人次，其中超过240场通过广播向外界直播。1942年，苏联政府下令剧院继续建设。1944年，第二次世界大战临近尾声，剧院秘密保管的博物馆画作开始运回原址。同年，剧院开始筹建剧团。

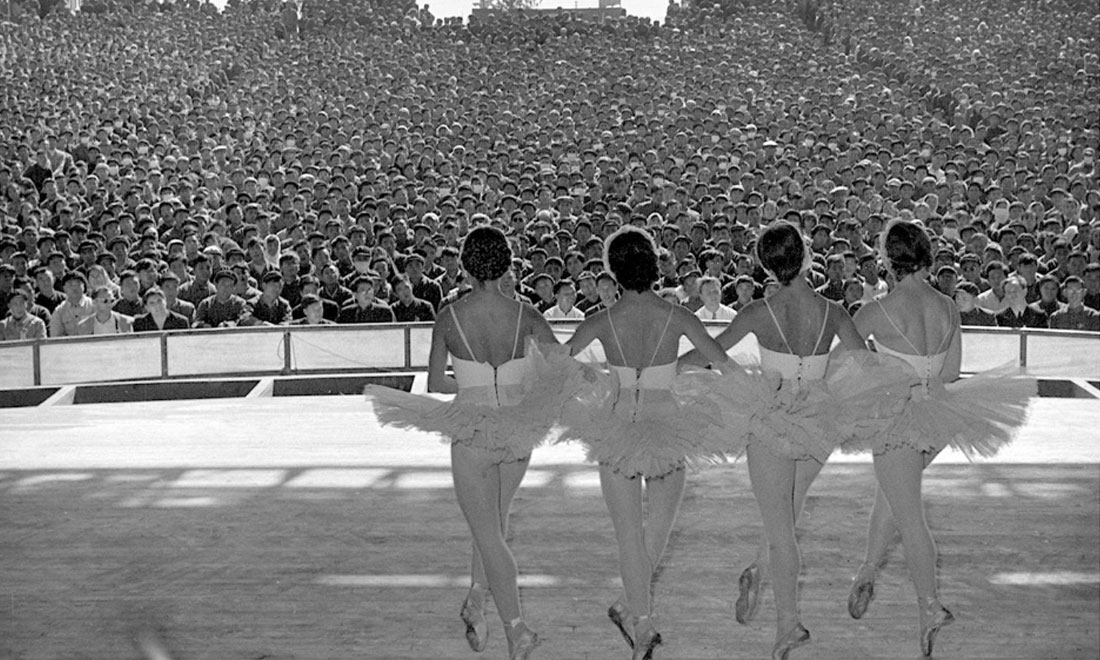
1957年10月，新西伯利亚歌剧芭蕾舞剧院为中国北京石景山钢铁厂工人演出

1945年5月12日，新西伯利亚歌剧芭蕾舞剧院正式运营，首场演出是米哈伊尔·伊万诺维奇·格林卡的歌剧《伊万·苏萨宁》。伊西多尔·阿尔卡季耶维奇·扎克自剧院运营起到1949年担任首席指挥。成立之初，剧院就排演了很多作品，以古典作品居多。剧院演出的歌剧《叶甫盖尼·奥涅金》、《黑桃皇后》、《浮士德》和芭蕾舞剧《海盗》很受欢迎。剧院还为青少年观众排演了芭蕾舞剧《哎呀疼医生》和《一朵小红花》。1955年，剧院在成立10周年之际受邀赴莫斯科汇报演出，剧院制作的剧目在莫斯科大剧院上演。1957年，剧院首次走出国门，赴中国北京演出。1959年，中国艺术家编舞的芭蕾舞剧《宝莲灯》在剧院演出。
1961年11月5日，罗季翁·康斯坦丁诺维奇·谢德林的歌剧《不只是爱》在新西伯利亚歌剧芭蕾舞剧院举行全球首演。担任导演的是埃米利·叶夫根尼耶维奇·帕森科夫，他在60年代担任剧院的总监。1963年，剧院被授予“模范”（академический）称号。1975年，瓦甘·巴格拉图尼接替帕森科夫出任总监，任职至1988年。60年代至70年代，剧院的芭蕾舞团发展迅速。著名演员奥列格·米哈伊洛维奇·维诺格拉多夫的艺术生涯在这里开始。剧团曾与彼得·安德烈耶维奇·古谢夫、瓦西里·伊万诺维奇·瓦伊诺年、尤里·尼古拉耶维奇·格里戈罗维奇等著名编舞家合作。曾在剧团演出的知名芭蕾舞演员有尼基塔·亚历山大罗维奇·多尔古申、柳波芙·瓦西里耶芙娜·格尔舒诺娃、阿纳托利·瓦西里耶维奇·别尔德舍夫等。
1990年代，剧院加强了国际合作。剧院与德国机构联合制作了芭蕾舞剧《阿尔戈》、歌剧《魔笛》和《姆欽斯科縣的麥克白夫人》。剧院在2003年首演了阿尔弗雷德·加里耶维奇·施尼特凯的歌剧《与白痴一起生活》。剧院与韩国釜山歌剧院联合制作了歌剧《托斯卡》、《卡门》和《波希米亚人》。剧院还和巴黎歌剧院联合制作了《麦克白》，这是俄罗斯剧院首次与巴黎歌剧院合作。知名歌剧导演德米特里·费利克索维奇·切尔尼亚科夫的艺术生涯从这里起步，1998年他在新西伯利亚歌剧芭蕾舞剧院执导了弗拉基米尔·亚历山大罗维奇·科别金歌剧《年轻的大卫》的世界首演。
新西伯利亚歌剧芭蕾舞剧院1999年、2000年、2004年三次获得俄罗斯国家剧院奖，2000年被评为俄罗斯国家优秀剧院。2004年，剧院得到重修。时任俄罗斯总统普京出席了重修后的首场演出。

## 建筑
新西伯利亚歌剧芭蕾舞剧院外墙呈灰色，占地面积11,837平方米，总容积294,340立方米，规模超过了莫斯科大剧院，是俄罗斯最大的剧院。圆顶是剧院建筑的特色。穹顶直径60米，高35米，不设扶壁、横梁、立柱，纯粹由自身支撑。穹顶平均厚度仅为8厘米，厚度与半径的比值小于鸡蛋。穹顶外覆银色瓦片。穹顶下为大剧场，悬有直径6米、重1730公斤的吊灯。大剧场立柱间立有16件著名雕塑的复制品。大剧场可容纳1774名观众。音乐厅可容纳375人。大剧场的升降式乐池面积为150平方米，是世界上最大的升降式乐池。